# 日静
日静（にちじょう）は、南北朝時代の日蓮宗・法華宗の僧。

## 生涯
父は藤原北家の末裔上杉頼重、母は足利氏の娘と言われ、姉の上杉清子が征夷大将軍足利尊氏の生母であるため尊氏の叔父とされる。字は豊龍。号は妙龍院。出身は駿河国（現在の静岡県）。
六条門流の祖。師日印が鎌倉幕府（時の征夷大将軍は守邦親王、執権は北条高時）の殿中で全宗派を相手に論破勝利したことを「鎌倉殿中問答」として執筆した。